# Hvozd (Észak-plzeňi járás)
Hvozd település Csehországban, a Észak-plzeňi járásban. Hvozd Manětín, Líté, Štichovice és Dražeň településekkel határos. Lakosainak száma 254 fő (2024. január 1.).

## Népesség
A település lakosságának változását az alábbi diagram mutatja:
| Lakosok száma | 416  | 393  | 380  | 273  | 284  | 253  | 252  | 251  | 249  | 254  |
|               | 1869 | 1900 | 1921 | 1961 | 1980 | 2011 | 2016 | 2019 | 2021 | 2024 |